# Elżbieta Kazimierzówna (1210–1222)
Elżbieta Kazimierzówna (ur. ok. 1210, zm. zap. 1222) – księżniczka dymińska, córka Kazimierza II, księcia dymińskiego i Ingardy.

## Życie
Imię księżniczki dymińskiej w źródłach występuje tylko raz. Wymienione zostało w dokumencie Ingardy podczas nadania wsi dla klasztoru w Słupi. Prawdopodobnie nadanie miało miejsce tuż po śmierci Elżbiety.
Gryfitka posiadała imię dotąd nie spotykane w dynastii, które jest pochodzenia hebrajskiego – אלשבת, eliszebeth (pol. Bóg poprzysiągł). Edward Rymar sugeruje, że było to duńską parantelą (związkiem pokrewieństwa) matki.
Nowożytna historiografia przedstawiała ją jako małżonkę Jana, księcia sasko-lauenburskiego (T. Kantzow). Tenże jednak był w mariażu z Ingeborgą saską, córką Eryka XI Erikssona i Katarzyny, za czym opowiadają się współcześni genealodzy (m.in. E. Rymar).
Elżbieta zmarła zapewne w 1222 i została pochowana w klasztorze słupieńskim. 

### Genealogia
| Bogusław I ur. najp. 1127 zm. 18 III 1187 | Bogusław I ur. najp. 1127 zm. 18 III 1187 |                                            |                                            | Anastazja Mieszkówna ur. prawd. 1164 zm. po 31 V 1240 | Anastazja Mieszkówna ur. prawd. 1164 zm. po 31 V 1240 |  |  | Esbern ur. ? zm. w okr. 1204–1211 | Esbern ur. ? zm. w okr. 1204–1211 |                               |                               | Helena (c. jarla szwedzkiego Guttorma) ur. ? zm. ? | Helena (c. jarla szwedzkiego Guttorma) ur. ? zm. ? |
|                                           |                                           |                                            |                                            |                                                       |                                                       |  |  |                                   |                                   |                               |                               |                                                    |                                                    |
|                                           |                                           |                                            |                                            |                                                       |                                                       |  |  |                                   |                                   |                               |                               |                                                    |                                                    |
|                                           |                                           | Kazimierz II pomorski ur. p. 1179 zm. 1219 | Kazimierz II pomorski ur. p. 1179 zm. 1219 |                                                       |                                                       |  |  |                                   |                                   | Ingarda ur. ok. 1190 zm. 1248 | Ingarda ur. ok. 1190 zm. 1248 |                                                    |                                                    |
|                                           |                                           |                                            |                                            |                                                       |                                                       |  |  |                                   |                                   |                               |                               |                                                    |                                                    |
|                                           |                                           |                                            |                                            |                                                       |                                                       |  |  |                                   |                                   |                               |                               |                                                    |                                                    |
|                                           |                                           |                                            |                                            |                                                       |                                                       |  |  |                                   |                                   |                               |                               |                                                    |                                                    |

|  |  |  |  | Elżbieta Kazimierzówna (ur. ok. 1210, zm. zap. 1222) |